# اتحادیه گوتودیا
اتحادیه گوتودیا (به لاتین: Gutudia Union) یک منطقهٔ مسکونی در بنگلادش است که در Dumuria Upazila واقع شده‌است.